# Max Hofmeister
Max Hofmeister, född 22 mars 1913 i Leoben, död 12 april 2000 i Leoben, var en österrikisk fotbollsspelare.
Hofmeister blev olympisk silvermedaljör i fotboll vid sommarspelen 1936 i Berlin.